# Melinda abdominalis
Melinda abdominalis este o specie de muște din genul Melinda, familia Calliphoridae. A fost descrisă pentru prima dată de Malloch în anul 1931. Conform Catalogue of Life specia Melinda abdominalis nu are subspecii cunoscute.